# Paul Esser
Paul Esser, né le 24 avril 1913 à Kapellen, mort le 20 janvier 1988 à Tenerife est un acteur allemand.

## Biographie
Après une formation de comédien auprès d'Adolf Dell, il obtient son premier engagement au théâtre de Paderborn. Il va ensuite à Weimar, Poznań, Klaipėda puis Piła. En 1943, il entre au Deutsches Theater de Berlin, où il reste jusqu'à la fermeture du théâtre à l'automne 1944.
Après la guerre, il vient au Théâtre de Düsseldorf à l'appel de Gustaf Gründgens. Quand Gründgens part à Francfort-sur-le-Main, Esser va à Berlin. Il tient le rôle de Guillaume Tell au Schillertheater. Il joue aussi au Theater am Kurfürstendamm.
Au cinéma, après quelques films est-allemands, il interprète à l'ouest des rôles de figuration.

## Filmographie

### Cinéma
- 1941 : Der Gasmann
- 1943 : Liebesgeschichten
- 1949 : Rotation
- 1950 : Der Kahn der fröhlichen Leute
- 1950 : Die lustigen Weiber von Windsor
- 1950 : Das kalte Herz
- 1951 : Le Sujet de Sa Majesté
- 1952 : Amours, délices et jazz
- 1953 : Le Gueux immortel
- 1954 : Ein Leben für Do
- 1954 : Hoheit lassen bitten
- 1954 : Prison d'amour (Gefangene der Liebe) de Rudolf Jugert
- 1955 : Sohn ohne Heimat
- 1955 : La Princesse et le capitaine
- 1955 : Die Toteninsel
- 1955 : Urlaub auf Ehrenwort
- 1956 : La Nuit de la Saint-Jean (Johannisnacht) de Harald Reinl
- 1956 : Das Hirtenlied vom Kaisertal
- 1957 : L'Auberge du Spessart
- 1957 : Les Frénétiques
- 1957 : Vater sein dagegen sehr
- 1957 : Le Troisième Sexe
- 1958 : Le Joueur
- 1958 : Le Brigand au grand cœur
- 1959 : 2 x Adam, 1 x Eva
- 1959 : Das schöne Abenteuer
- 1959 : Unser Wunderland bei Nacht (de)
- 1959 : SOS - Train d'atterrissage bloqué
- 1960 : Das Spukschloß im Spessart
- 1960 : Ein Herz braucht Liebe
- 1960 : Ich zähle täglich meine Sorgen
- 1960 : Et l'amour pend au gibet
- 1963 : Wochentags immer
- 1963 : Die endlose Nacht
- 1964 : Le Hibou chasse la nuit
- 1965 : Non réconciliés ou Seule la violence aide où la violence règne
- 1967 : Herrliche Zeiten im Spessart
- 1968 : La moglie giapponese de Gian Luigi Polidoro
- 1969 : Mardi, c’est donc la Belgique
- 1969 : Pippi Langstrumpf
- 1969 : Här kommer Pippi Långstrump
- 1969 : Herzblatt oder Wie sag ich’s meiner Tochter?
- 1969 : Les petites chattes sont toutes gourmandes
- 1970 : Was ist denn bloß mit Willi los?
- 1971 : Les Lèvres rouges
- 1971 : Unser Willi ist der Beste
- 1971 : Emil i Lönneberga
- 1972 : Nya hyss av Emil i Lönneberga
- 1973 : Gott schützt die Liebenden
- 1983 : Die wilden Fünfziger

### Télévision
- 1956 : Jeanne oder Die Lerche
- 1961 : Die Geburtstagsfeier
- 1961 : Die große Reise
- 1961 : Spanische Legende
- 1963 : Stadtpark
- 1969 : Fifi Brindacier (série télévisée)
- 1971 : Emil i Lönneberga
- 1971 : Tatort: Der Boss
- 1972 : Tatort: Rattennest
- 1973 : Der Zarewitsch
- 1974 : Ardéchois cœur fidèle
- 1974 : Tatort: Mord im Ministerium